# Мелані Сафка
Мелані (Меланія) Анна Сафка (Melanie Safka; 3 лютого 1947, Нью-Йорк, США – 23 січня 2024) — американська вокалістка, гітаристка, композиторка, авторка текстів, благодійниця, пацифістка українського походження. Відома як Мелані (Melanie).

## Життєпис
Меланія Анна Сафка народилася 3 лютого 1947 року у Нью-Йорку в районі Квінс, в емігрантській родині. Батько-українець Фред був власником мережі дискаунт-магазинів, а мати — італійка Поллі — до шлюбу була джазовою співачкою: її зусиллями і натхненням постав мистецький шлях доньки. Вже у 4 роки Мелані вперше співала для публіки в радіо-шоу «Живи, як мільйонер», а в п'ять мала першу платівку з піснею Gimme a Little Kiss («Подаруй мені маленький поцілунок»).
Після школи навчалася в Американській академії драматичного мистецтва у Нью-Йорку (American Of Dramatic Arts), паралельно виступаючи з фолк-піснями в клубах міста Гринвіч Віллідж. Невдовзі підписала перший контракт із фірмою грамзапису «Коламбія рекордз» та видала на цьому лейблі два сингли.
Перервавши навчання, Мелані відмовилась від успішно розпочатої акторської кар'єри, щоб продовжити шлях матері і присвятити себе вокалу. 1967 року Сафка уклала угоду з фірмою "Columbia" та видала на цьому лейблі два сингли. Однак керівництво компанії не приділяло молодій співачці належної уваги, й розчарована, вона повернулася в кіно. Прийшовши з гітарою на одну з перших проб — для мюзиклу — Сафка помилилася дверима і потрапила до офісу фірми «Buddah», де наштовхнулася на молодого музичного продюсера Пітера Шекерика (Peter Schekeryk) з України (23. 06. 1942), що виїхав до США з батьками наприкінці другої світової. З'ясувавши, що їх поєднує не лише любов до музики, а й українське походження, Сафка підписала контракт із «Buddah», взяла Шекерика в продюсери, а невдовзі одружилася з ним.
Уже перший, випущений «Buddah», сингл із піснею Bobo's Party 1969 року посів перше місце у хіт-параді Франції. Наступний сингл — з піснею «Beautiful People» — також став великим хітом у Голландії і сенсацією на фестивалі «Woodstock». У 1970-му на іншому рок-фестивалі покоління хіпі, що проходив на острові Уайт в Англії, Сафка зірвала більше оплесків, ніж зірка заходу Джиммі Хендрікс.
На той час Сафка повністю ідентифікувала себе з ідеологією хіпі, а отже, не визнавала жодної форми насилля, тому коли керівництво «Buddah» почало тиснути на співачку, наполягаючи, щоб вона визнавала закони шоу-бізнесу, регулярно випускала платівки і прислухалася до порад керівництва, вона розпрощалася з лейблом і 1971 року з чоловіком заснувала власну фірму — «Neighbourhood Records».
На початку 1970-х, Мелані Сафка стала однією з найпопулярніших вокалісток. Більшість творів співачки приховували гостроту, поєднану з гнівним вокальним стилем, що дуже вирізняло її від виконання ровесниць.
Перший американський хіт Сафки — сингл 1970 року «Lay Down» — знайшов широку авдиторію, зокрема й завдяки участі у його записі чорного хору Edwin Hawkins Singers. Того ж року співачці вдалось потрапити і на британський музичний ринок з дуже оригінальною версією твору "Ruby Tuesday" з репертуару The Rolling Stones.
Альбом «Candles In The Rain», пропонуючи суміш з оригінальних творів співачки та кількох оригінальних кавер-версій, став бестселером по обидва боки Атлантики. Великим успіхом став твір 1971 року "Brand New Key", який очолив американський чарт та користувався не меншою популярністю у Великій Британії.
1972 року часопис «Біллборд» назвав Мелані Сафка найкращою вокалісткою США. Цього ж року вона встановила рекорд американської музичної індустрії серед жінок: три її композиції одночасно перебували у списку найкращих 40 пісень США. Тріумфувала Сафка і як авторка пісень: три з них очолили американський хіт-парад у виконанні гурту The New Seekers, а композицію "What Have They Done To My Song Ma?" («Поглянь, мамо, що вони зробили з моєю піснею») включив до свого репертуару легендарний джазовий співак Рей Чарльз.
Після 1973 року, перервавши активну концертну діяльність і народивши трьох дітей, Меланія Сафка стала речницею дитячого фонду ООН — ЮНІСЕФ. Надалі вона концертувала від імені цього підрозділу ООН та збирала гроші для інших благодійних організацій. Як речниця ЮНІСЕФ, виступала в часи існування комунізму з концертами за «залізною завісою», зокрема в Румунії і Югославії.
У 1982 році Савка випустила альбом-повернення «Arabesque» під маркою «RCA». Через рік її сингл «Every Breath of the Way» («Кожен подих на шляху») потрапив в середину британських списків популярності і призвів до серії концертів у Англії. Студія "Neighborhood" невдовзі відновила свою діяльність, щоб видати останній альбом Сафка «Seventh Wave» («Сьома хвиля»).
В кінці 1980-х років Сафка повертається як авторка музики до популярної телевистави «Красуня і чудовисько». У 1989 році здобула найвищу телевізійну нагороду «Emmy Award» як авторка тексту пісні «The First Time I Loved Forever» («Перший раз я покохала назавжди»), яка лунала в цій виставі. А тим часом ностальгія за часами Вудстока допомогла відновити широке зацікавлення творчістю Сафка. Вона виступила на 20-й річниці фестивалю, станцювала з Тіною Тернер в телевізійному шоу «Everly Brother's». Ще до Стіві Вандера, Сафка була першою артисткою, яка виступала на Генеральній асамблеї Організації Об'єднаних Націй, з піснею, яку спеціально написала до 50-ї ювілейної Асамблеї. Була запрошена навіть на Олімпійський стадіон в Москві під час історичного Самміту Миру 1988 року.
Нині всесвітньовідома співачка Мелані Сафка і після свого 50-річчя продовжує періодично виступати по клубах у США та більших фестивалях у Європі. У липні 1994 року вона була хедлайнеркою «Sidmouth Folk Festival» в Англії перед 40 000 осіб публіки. На «Dranouter Folk Festival» у Бельгії її як головну зірку слухала 38-тисячна авдиторія. Сафка є чи не єдиним уособленням справжнього Вудстока 1969 року, що дозволяє їй час від часу випускати в Європі альбоми нових пісень або збірки своїх класичних творів.
Зараз Меланія Сафка з родиною мешкає в американській столиці музики кантрі — місті Нешвілл, штат Теннессі. Троє її з Пітером дітей — Лейла, Джорді та Бо-Джаред — також музиканти. Бо-Джаред є обдарованим гітаристом і супроводжує матір на концертах.

## Дискографія
- 1968: Born To Be
- 1969: Affectionately
- 1970: Leftover Wine - Melanie In Concert
- 1971: The Good Book
- 1971: Gather Me
- 1971: Live At Montreux
- 1971: Garden In The City
- 1972: Four Sides Of Melanie
- 1972: Stoneground Words
- 1973: Melanie At Carnegie Hall
- 1973: Please Love Me
- 1974: Madrugada
- 1975: As I See It Now
- 1975: Sunset & Other Beginnings
- 1976: The Best Of Melanie
- 1976: Photograph
- 1976: From The Beginning
- 1977: Golden Hour Of Melanie
- 1978: Phonogenic — Not Just Another Pretty Face
- 1979: Ballroom Streets
- 1982: Arabesque
- 1982: Spotlight On...
- 1983: Seventh Wave
- 1985: Am I Real Or What?
- 1988: The Collection
- 1988: Easy Riding
- 1988: Very Best Of Velanie
- 1989: Cow Abonda — Never Turn Your Back On A Wave
- 1989: 20 Greatest Hits
- 1991: The Best Of Melanie
- 1992: The Best Of The Rest Of Melanie - The Buddah Years
- 1993: Look What They've Done
- 1993: Gold-Greatest Hits
- 1995: Silence Is King
- 1996: Old Bitch Warrior
- 1996: Recorded Live @ Borders
- 2001: These Nights
- 2002: Victim of the Moon
- 2002: Crazy Love
- 2003: Moments from My Life
- 2004: Paled By Dimmer Light